# Sean O'Haire
Sean O'Haire (25. februar 1971 - 8. september 2014) var en amerikansk fribryder og MMA-kæmper.

## Biografi

### World Championship Wrestling
Sean O'Haire debuterede som wrestler i sommeren 2000, og dannede et hold med Mark Jindrak. Holdet var medlem af Natural Born Thrillers, en gruppe der bestod af studenter fra WCWs berygtede Power Plant. Jindrak og O'Haire vandt WCW tag titlerne for første gang i september, da de vandt en tag team battle royal over erfarne hold som Filthy Animals, KroniK, Harris Brothers og Misfits in Action. Jindrak og O'Haire mistede titlerne til Misfits in Action i oktober, men genvandt dem kort tid efter de mistede dem, da direktør Mike Sanders (som også var medlem af Natural Born Thrillers) gav Jindrak og O'Haire en omkamp. O'Haire forlod senere Jindrak, og dannede tag team med Chuck Palumbo. Sammen vandt de WCW tag titlerne fra The Insiders (Kevin Nash og DDP), og ved WCW Greed 2001 besejrede de Lex Luger og Buff Bagwell på knapt 30 sekunder. På den sidste udgave af WCW Monday Nitro, besejrede holdet, Lance Storm og Mike Awesome.

### World Wrestling Entertainment
O'Haire var en af de personer der blev tilbudt en kontrakt da WCW blev opkøbt. Han fortsatte med at wrestle sammen med Palumbo. Holdet fejdede bl.a. med The Hardy Boyz og APA, men i august, 2001, mistede de endeligt deres WCW tag titler til The Undertaker og Kane. Deres sidste kamp som tag team, var da de besejrede Hardcore Holly og Crash Holly. O'Haire forsvandt fra WWE i lang tid. Dette skyldes at han blev sendt til talentudviklings afdelingen i WWE, OVW. I sommeren 2002, dukkede Sean O'Haire igen op på tv, da han wrestlede flere gange på Heat. Hans udseende havde ændret sig lidt, idet han nu wrestlede i trunks og en lang frakke, havde langt hår og havde fået en masse nye tatoveringer med edderkoppemotiv. Derudover havde han et nyt gimmick, en slags Djævelens advokat. Med dette gimmick overtalte han folk til at stjæle, lyve, begå utroskab osv. Hans første optræden på WWEs primære tv shows, var i april 2003, da han dukkede op på SmackDown!. Den legendariske Rowdy Roddy Piper optrådte som hans manager (hvilket mange mener ødelagde O'Haires gimmick), og O'Haire indledte en fejde med Rikishi, som han besejrede ved WWE Backlash 2003. Rollerne byttede lidt og en overgang blev Sean O'Haire Pipers manager. Roddy Piper blev fyret fra WWE i sommeren 2003, og det resulterede i at bestyrelsen ikke anede hvad de skulle bruge O'Haire til. I april 2004 blev Sean O'Haire fyret fra WWE. 

### Efter WWE
Siden O'Haire blev fyret fra WWE, gik det ned af bakke. Han wrestlede kort hos New Japan Pro Wrestling, men han var også involveret i mange slagsmål på natklubber, som tilslørede hans rygte. Han besluttede sig for at blive MMA kæmper, men dette gik heller ikke ret godt, da O'Haire kun vandt en af sine kampe. Derudover var han i en skrækkelig form. Sean O'Haire blev tilbage i 2000 kåret som Årets Rookie af det respekterede Wrestling Observer, men hans karriere gik fuldstændig ned af bakke siden da.